# ژیتیشته
ژیتیشته (به صربی: Žitište) یک شهرستان در صربستان است که در ناحیه بانات مرکزی واقع شده‌است. ژیتیشته ۲٬۹۰۳ نفر جمعیت دارد و ۷۸ متر بالاتر از سطح دریا واقع شده‌است.